# Priscien de Césarée
Pour les articles homonymes, voir Priscien.
Priscien de Césarée, en latin Priscianus Caesariensis, est un grammairien latin du VIe siècle ayant exercé à Constantinople.

## Biographie
On pense depuis le Moyen Âge qu'il est né à Césarée de Maurétanie, aujourd'hui Cherchell en Algérie vers 470, sous la domination vandale. Exilé ou réfugié, il s'installe à Constantinople où il tient à partir de 525 une école latine publique renommée. On ignore sa date de décès.
Son principal ouvrage est sa grammaire (Institutiones grammaticae), qui a été la base de l'enseignement à partir de la renaissance carolingienne sous l'impulsion d'Alcuin. Les copies manuscrites des Institutiones grammaticae se multiplient alors : on connait 61 manuscrits complets ou fragmentaires écrits entre 790 et 900, tandis que les plus récents se comptent par centaines. La grammaire était l'une des disciplines du trivium qui, avec le quadrivium, formait les arts libéraux, base de l'éducation au Moyen Âge.
Les Institutiones grammaticae en dix-huit livres suivent un plan que Priscien veut novateur :
- Livre I, début du livre II : le son, la lettre, la syllabe ;
- Livres II à XVI : les parties du discours ;
- Livres XVII et XVIII : la construction ou syntaxe, partie d'étude qui est une innovation.

On a en outre de lui quelques autres petits écrits sur des sujets de grammaire (accents, mètres, déclinaisons), un traité en vers De ponderibus et mensuris, la Périégèse ou traduction en vers de Denys le Périégète, l'Éloge d'Anastase, etc.

## Œuvres

### Traductions en français
- Œuvres : Poème sur les poids et mesures. La périégèse. Eloge de l'empereur Anastase, traduites par E.F. Corpet, 1845, sur Remacle.org
- Priscien, Grammaire. Livre XIV - XV - XVI, Paris: Vrin 2013
- Priscien, Grammaire. Livre XVII – Syntaxe I, Paris: Vrin 2010
- Priscien, Grammaire. Livre XVIII – Syntaxe II, Paris: Vrin 2018

### Traductions en allemand
- A. Schönberger : Priscians Darstellung der lateinischen Pronomina: lateinischer Text und kommentierte deutsche Übersetzung des 12. und 13. Buches der Institutiones Grammaticae, Frankfurt am Main: Valentia, 2009,  (ISBN 978-3-936132-34-2) (traduction allemande des livres 12 et 13)
- A. Schönberger : Priscians Darstellung der lateinischen Präpositionen: lateinischer Text und kommentierte deutsche Übersetzung des 14. Buches der Institutiones Grammaticae, Frankfurt am Main: Valentia, 2008,  (ISBN 978-3-936132-18-2) (traduction allemande du livre 14)
- A. Schönberger : Priscians Darstellung der lateinischen Konjunktionen: lateinischer Text und kommentierte deutsche Übersetzung des 16. Buches der Institutiones Grammaticae, Frankfurt am Main: Valentia, 2010,  (ISBN 978-3-936132-09-0) (traduction allemande du livre 16)
- A. Schönberger : Priscians Darstellung der lateinischen Syntax (I): lateinischer Text und kommentierte deutsche Übersetzung des 17. Buches der Institutiones Grammaticae, Frankfurt am Main: Valentia, 2010,  (ISBN 978-3-936132-10-6) (traduction allemande du livre 17; première traduction de ce livre dans une langue moderne)
- A. Schönberger : Priscians Darstellung des silbisch gebundenen Tonhöhenmorenakzents des Lateinischen: lateinischer Text und kommentierte deutsche Übersetzung des Buches über den lateinischen Akzent, Frankfurt am Main: Valentia, 2010,  (ISBN 978-3-936132-11-3) (traduction allemande du livre De accentibus)